# Grand Prix automobile de l'Eifel 2020
GP précédent GP suivant
Le Grand Prix automobile de l'Eifel 2020 (Formula 1 Aramco Grosser Preis der Eifel 2020) disputé le 11 octobre 2020 sur le Nürburgring, est la 1029e épreuve du championnat du monde de Formule 1 courue depuis 1950. Il s'agit de la première et de la seule édition du Grand Prix de l'Eifel comptant pour le championnat du monde de Formule 1, et de la onzième manche du championnat 2020.
La pandémie de Covid-19 ayant totalement chamboulé le calendrier de la saison 2020, et alors que le championnat ne devait pas aller en Allemagne cette année, la Formule 1 se rend sur un circuit où sa dernière course a été disputée en 2013 ; pour le Nürburgring, il s'agit de la quatrième appellation d'un Grand Prix de Formule 1 : dans ses différentes configurations, il accueillit le GP d'Allemagne en continu de 1951 à 1976 puis jusqu'en 2013 en alternance avec Hockenheim, le GP d'Europe entre 1984 et 2007, et le GP du Luxembourg en 1997 et 1998. Cette fois, l'intitulé de cette course est lié au fait que le Nürburgring se situe dans le massif de l'Eifel, à environ 600 mètres d'altitude. Le climat tel qu'il peut y régner en automne empêche les deux séances d'essais libres du vendredi de se dérouler. Le Grand Prix se déroule devant 13 500 spectateurs répartis dans les différentes tribunes selon les restrictions sanitaires. 
Lors de sa dernière tentative dans la troisième phase des qualifications, Valtteri Bottas, auteur du meilleur temps dans les trois secteurs chronométrés du circuit, repousse son coéquipier Lewis Hamilton à trois dixièmes de seconde pour obtenir la quatorzième pole position de sa carrière, sa troisième de la saison. Pour la huitième fois de l'année, les Mercedes W11 verrouillent la première ligne ; elles n'ont toujours pas été battues en qualifications. Max Verstappen, en tête de la feuille des temps après la première tentative, n'améliore pas et se retrouve à la troisième place. Il devance en deuxième ligne, Charles Leclerc qui égale, au volant de la Ferrari SF1000, sa meilleure performance après le Grand Prix de Grande-Bretagne ; son coéquipier Sebastian Vettel, éliminé en Q2, n'a pas su tirer parti des améliorations de sa monoplace et s'élance onzième. Alexander Albon et Daniel Ricciardo occupent la troisième ligne, suivis par Esteban Ocon et Lando Norris, alors que la cinquième ligne est occupée par Sergio Pérez et Carlos Sainz. Remplaçant au pied levé Lance Stroll malade, Nico Hülkenberg prend le départ de son troisième Grand Prix de la saison en s'élançant de la dernière place.
En remportant le 91e succès de sa carrière pour son 261e Grand Prix, Lewis Hamilton égale le record de victoires établi en 2006 par Michael Schumacher. Il est désormais en mesure de le dépasser avant la fin de la saison, tout en arrivant à sa hauteur avec un septième titre mondial, puisqu'il se ménage une avance de  69 points (plus de deux victoires bonifiées) sur son coéquipier Valtteri Bottas alors qu'il ne reste plus que six Grands Prix. Max Verstappen ne peut rien faire pour contrecarrer le Britannique et termine deuxième, à quatre secondes, alors que Daniel Ricciardo offre à Renault son premier podium depuis 2011 et son retour en Formule 1 en 2016.
Au départ, Hamilton prend une meilleure impulsion que son coéquipier et les deux Mercedes arrivent de front dans le premier virage. Bottas prend le meilleur et s'échappe en tête ; toutefois, au bout de treize tours, le Finlandais rate son freinage au bout de la ligne droite des stands et le leader du championnat le dépasse. Ayant abîmé ses pneumatiques, Bottas repasse par les stands et en ressort quatrième, derrière Ricciardo qui a doublé Leclerc par l'extérieur du troisième virage au neuvième tour. Bottas ne va pas beaucoup plus loin : au dix-huitième passage, victime d'une perte de puissance de son moteur, il connaît son premier abandon de la saison. Dès lors, Hamilton caracole en tête devant Verstappen alors que les différentes stratégies voient Pierre Gasly, Nico Hülkenberg (parti dernier) et Romain Grosjean remonter dans les points. À quinze tours de l'arrivée, Lando Norris, en panne au bord du circuit, provoque la sortie de la voiture de sécurité alors que seuls Verstappen, à 11 secondes, Ricciardo, Pérez et Sainz à l'autre bout du circuit sont dans le même tour que le leader. 
La voiture de sécurité attend que tous les autres pilotes se dédoublent et se mettent à la queue leu-leu pour s'écarter, au cinquantième tour. Hamilton gère sans problème la relance puis met Verstappen à distance à coups de records du tour ; le Néerlandais s'adjuge néanmoins le point bonus dans la dernière boucle. Derrière eux, Ricciardo résiste jusqu'au bout à Pérez pour le gain de la troisième place, le premier podium de Renault à l'ère des moteurs V6 turbo hybrides. Carlos Sainz tente de se mêler à la lutte pour le podium dans la foulée de la relance et termine cinquième, devant Pierre Gasly qui a dépassé Leclerc au cinquante-et-unième tour. Nico Hülkenberg, monté dans la Racing Point RP20 au dernier moment, se classe huitième et est élu « pilote du jour » tandis que Romain Grosjean, neuvième, marque ses premiers points de la saison. Pourchassé par Vettel, Antonio Giovinazzi prend le point restant ; neuf des dix équipes engagées dans le championnat marquent à l'arrivée de la course. Avant la cérémonie du podium, Mick Schumacher offre à Hamilton un casque de son père Michael. 
Avec 230 points, Lewis Hamilton porte son avance sur Valtteri Bottas (161 points) à 69 unités, réalisant un pas important vers un septième titre mondial. Max Verstappen (147 points) reste en lice pour la deuxième place du championnat. Daniel Ricciardo (78 points) gagne deux places et grimpe au quatrième rang, devant Sergio Pérez (68 points), Lando Norris (65 points) et Alexander Albon (64 points) qui n'ont pas marqué, Charles Leclerc (63 points) et Pierre Gasly, dixième avec 57 points. Chez les constructeurs, Mercedes Grand Prix totalise désormais 391 points, 180 de plus que Red Bull Racing (211 points) : une septième couronne consécutive tend les bras à l'écurie allemande tandis que sa rivale, motorisée par Honda, est quasiment assurée de finir deuxième. Racing Point (120 points) est sur le podium provisoire, suivie de près par McLaren Racing (116 points) et Renault F1 Team (114 points). Ferrari est sixième avec 80 points, Alpha Tauri en compte 67, Alfa Romeo est huitième avec 5 points et Haas neuvième (3 points). Seule Williams n'apparaît pas dans ce classement.

## Contexte avant la course

### Hamilton en passe d'égaler le record de victoires de Schumacher
Le 1er octobre 2006, à l'arrivée du Grand Prix de Chine à Shanghai, Michael Schumacher obtient sa dernière et 91e victoire au volant de sa Ferrari 248 F1. Ce record, qui semblait inaccessible, est en mesure d'être égalé sur le Nürburgring quatorze ans plus tard par Lewis Hamilton dont la carrière en Formule 1 a commencé en 2007 et qui depuis, avec deux écuries (McLaren jusqu'en 2012 puis Mercedes), compte au moins une victoire par saison, tourne à une moyenne de dix succès par an depuis le début de l'ère des moteurs V6 turbo hybrides en 2014 et totalise aujourd'hui 90 premières places. Après le Grand Prix de Russie, où ses deux tests de procédure de départ hors de la zone autorisée lui ont coûté deux pénalités de cinq secondes (concaténées en une pénalité de dix secondes) et la possibilité de gagner, il repart à l'assaut de ce record dans le massif de l'Eiffel, où il fait figure, comme chaque weekend de Grand Prix, de favori. Par ailleurs, compte-tenu de son avance au championnat, il se dirige vers son septième titre mondial, égalant le total du pilote allemand.

### 324 départs pour Kimi Räikkönen
Kimi Räikkönen prend son 324e départ sur le Nürburgring, établissant le nouveau record de départs en Grand Prix de Formule 1, effaçant celui de Rubens Barrichello (323 entre 1993 et 2011). Le Finlandais explique qu'il ne s'en soucie guère et n'accorde aucune importance à ce record : « Record ou pas, j'aborde ce weekend comme les autres car une fois dans la voiture, c'est à peu près la même chose. Vous devez faire votre travail et essayer d'obtenir le meilleur résultat possible le samedi et le dimanche,. »

### Nico Hülkenberg remplace Lance Stroll
Nico Hülkenberg remplace Lance Stroll, pour les qualifications et la course. Le Canadien, malade le samedi matin, a confirmé qu'il ne serait pas en état de prendre le volant après avoir manqué la seule séance d'essais libres disputée, les deux premières sessions ayant été annulées à cause de la mauvaise météo. Lance Stroll semblait avoir contracté un virus proche d'une grippe intestinale mais a révélé,  dans les heures qui ont suivi le Grand Prix, être positif au Covid-19, après s'être senti de nouveau mal le dimanche,. 
Nico Hülkenberg dispute sa troisième épreuve de la saison après avoir remplacé Sergio Pérez lors des deux weekends de course à Silverstone en juillet et août. Comme lors des précédentes piges, Stoffel Vandoorne a dans un premier temps été envisagé par l'écurie mais Hülkenberg, qui devait initialement commenter la course pour la chaîne télé allemande RTL depuis Cologne, à seulement une cinquantaine de kilomètres du circuit, a finalement été retenu malgré un manque de roulage. Prévenu trois heures seulement avant le début des qualifications, il réalise in-extremis un test diagnostique du SARS-CoV-2 dont le résultat négatif l'autorise à se rendre sur le circuit,.

## Pneus disponibles
| Pneus pour piste sèche | Pneus pour piste sèche | Pneus pour piste sèche | Pneus pluie    | Pneus pluie |
| ---------------------- | ---------------------- | ---------------------- | -------------- | ----------- |
| Durs (Type C2)         | Médiums (Type C3)      | Tendres (Type C4)      | Intermédiaires | Pluie       |

## Essais libres

### Les deux séances d'essais libres du vendredi sont annulées
En raison d'une météo très défavorable (pluie continuelle et brouillard sur le tracé), la première séance d'essais libres qui devait voir débuter Mick Schumacher sur l'Alfa Romeo C39, et Callum Ilott au volant de la  Haas VF-20 est annulée, l'hélicoptère médical ne pouvant pas décoller,.
Pour la deuxième séance d'essais, la direction de la Formule 1 attend jusqu'à 16 heures avant de prononcer son annulation : « Le temps et le niveau d'humidité sont bons, l'hélicoptère de prise de vue peut survoler le circuit, mais l'hélicoptère médical ne peut pas voler vers les hôpitaux à cause du brouillard », explique le directeur de course Michael Masi,.

### Troisième séance, le samedi de 12 h à 13 h
| Pos. | Pilote           | Voiture         | Chrono         | Écart     |
| ---- | ---------------- | --------------- | -------------- | --------- |
| 1    | Valtteri Bottas  | Mercedes        | 1 min 26 s 225 |           |
| 2    | Lewis Hamilton   | Mercedes        | 1 min 26 s 361 | + 0 s 136 |
| 3    | Charles Leclerc  | Ferrari         | 1 min 26 s 681 | + 0 s 456 |
| 4    | Max Verstappen   | Red Bull-Honda  | 1 min 26 s 896 | + 0 s 671 |
| 5    | Sebastian Vettel | Ferrari         | 1 min 27 s 038 | + 0 s 813 |
| 6    | Lando Norris     | McLaren-Renault | 1 min 27 s 167 | + 0 s 942 |

- Lance Stroll, malade, ne prend pas part à cette séance d'essai[18]. Forfait pour le reste du weekend, il est remplacé par Nico Hülkenberg pour les qualifications et la course[19].

## Séance de qualifications

### Résultats des qualifications
| Pos.                                                                                      | Pilote             | Écurie                    | Qualifications 1 | Qualifications 2 | Qualifications 3 |
| ----------------------------------------------------------------------------------------- | ------------------ | ------------------------- | ---------------- | ---------------- | ---------------- |
| 1                                                                                         | Valtteri Bottas    | Mercedes                  | 1 min 26 s 573   | 1 min 25 s 971   | 1 min 25 s 269   |
| 2                                                                                         | Lewis Hamilton     | Mercedes                  | 1 min 26 s 620   | 1 min 25 s 390   | 1 min 25 s 525   |
| 3                                                                                         | Max Verstappen     | Red Bull-Honda            | 1 min 26 s 319   | 1 min 25 s 469   | 1 min 25 s 562   |
| 4                                                                                         | Charles Leclerc    | Ferrari                   | 1 min 26 s 857   | 1 min 26 s 240   | 1 min 26 s 035   |
| 5                                                                                         | Alexander Albon    | Red Bull-Honda            | 1 min 27 s 126   | 1 min 26 s 285   | 1 min 26 s 047   |
| 6                                                                                         | Daniel Ricciardo   | Renault                   | 1 min 26 s 836   | 1 min 26 s 096   | 1 min 26 s 223   |
| 7                                                                                         | Esteban Ocon       | Renault                   | 1 min 27 s 086   | 1 min 26 s 364   | 1 min 26 s 242   |
| 8                                                                                         | Lando Norris       | McLaren-Renault           | 1 min 26 s 829   | 1 min 26 s 316   | 1 min 26 s 458   |
| 9                                                                                         | Sergio Pérez       | Racing Point-BWT Mercedes | 1 min 27 s 120   | 1 min 26 s 330   | 1 min 26 s 704   |
| 10                                                                                        | Carlos Sainz Jr.   | McLaren-Renault           | 1 min 27 s 378   | 1 min 26 s 361   | 1 min 26 s 709   |
| 11                                                                                        | Sebastian Vettel   | Ferrari                   | 1 min 27 s 107   | 1 min 26 s 738   |                  |
| 12                                                                                        | Pierre Gasly       | AlphaTauri-Honda          | 1 min 27 s 072   | 1 min 26 s 776   |                  |
| 13                                                                                        | Daniil Kvyat       | AlphaTauri-Honda          | 1 min 27 s 285   | 1 min 26 s 848   |                  |
| 14                                                                                        | Antonio Giovinazzi | Alfa Romeo-Ferrari        | 1 min 27 s 532   | 1 min 26 s 936   |                  |
| 15                                                                                        | Kevin Magnussen    | Haas-Ferrari              | 1 min 27 s 231   | 1 min 27 s 125   |                  |
| 16                                                                                        | Romain Grosjean    | Haas-Ferrari              | 1 min 27 s 552   |                  |                  |
| 17                                                                                        | George Russell     | Williams-Mercedes         | 1 min 27 s 564   |                  |                  |
| 18                                                                                        | Nicholas Latifi    | Williams-Mercedes         | 1 min 27 s 812   |                  |                  |
| 19                                                                                        | Kimi Räikkönen     | Alfa Romeo-Ferrari        | 1 min 27 s 817   |                  |                  |
| 20                                                                                        | Nico Hülkenberg    | Racing Point-BWT Mercedes | 1 min 28 s 021   |                  |                  |
| Temps minimal à réaliser pour la qualification : 1 min 32 s 361 (107 % de 1 min 26 s 319) |                    |                           |                  |                  |                  |

## Course

### Classement de la course
| Pos. | no | Pilote             | Écurie                    | Tours | Temps/Abandon                                        | Grille | Points |
| ---- | -- | ------------------ | ------------------------- | ----- | ---------------------------------------------------- | ------ | ------ |
| 1    | 44 | Lewis Hamilton     | Mercedes                  | 60    | 1 h 35 min 49 s 641 (193,237 km/h)                   | 2      | 25     |
| 2    | 33 | Max Verstappen     | Red Bull-Honda            | 60    | + 4 s 470                                            | 3      | 18 + 1 |
| 3    | 3  | Daniel Ricciardo   | Renault                   | 60    | + 14 s 613                                           | 6      | 15     |
| 4    | 11 | Sergio Pérez       | Racing Point-BWT Mercedes | 60    | + 16 s 070                                           | 9      | 12     |
| 5    | 55 | Carlos Sainz Jr.   | McLaren-Renault           | 60    | + 21 s 905                                           | 10     | 10     |
| 6    | 10 | Pierre Gasly       | AlphaTauri-Honda          | 60    | + 22 s 766                                           | 12     | 8      |
| 7    | 16 | Charles Leclerc    | Ferrari                   | 60    | + 30 s 814                                           | 4      | 6      |
| 8    | 27 | Nico Hülkenberg    | Racing Point-BWT Mercedes | 60    | + 32 s 596                                           | 20     | 4      |
| 9    | 8  | Romain Grosjean    | Haas-Ferrari              | 60    | + 39 s 081                                           | 16     | 2      |
| 10   | 99 | Antonio Giovinazzi | Alfa Romeo-Ferrari        | 60    | + 40 s 035                                           | 14     | 1      |
| 11   | 5  | Sebastian Vettel   | Ferrari                   | 60    | + 40 s 810                                           | 11     |        |
| 12   | 7  | Kimi Räikkönen     | Alfa Romeo-Ferrari        | 60    | + 41 s 476 (dont 10 s de pénalité purgées en course) | 19     |        |
| 13   | 20 | Kevin Magnussen    | Haas-Ferrari              | 60    | + 49 s 585                                           | 15     |        |
| 14   | 6  | Nicholas Latifi    | Williams-Mercedes         | 60    | + 54 s 449                                           | 18     |        |
| 15   | 26 | Daniil Kvyat       | AlphaTauri-Honda          | 60    | + 55 s 588                                           | 13     |        |
| Abd. | 4  | Lando Norris       | McLaren-Renault           | 42    | Moteur                                               | 8      |        |
| Abd. | 23 | Alexander Albon    | Red Bull-Honda            | 23    | Radiateur                                            | 5      |        |
| Abd. | 31 | Esteban Ocon       | Renault                   | 22    | Hydraulique                                          | 7      |        |
| Abd. | 77 | Valtteri Bottas    | Mercedes                  | 18    | Moteur                                               | 1      |        |
| Abd. | 63 | George Russell     | Williams-Mercedes         | 12    | Accrochage avec Räikkönen                            | 17     |        |

### Pole position et record du tour
- Pole position :  Valtteri Bottas (Mercedes) en 1 min 25 s 269 (217,345 km/h)[22].
- Meilleur tour en course :  Max Verstappen (Red Bull-Honda) en 1 min 28 s 139 (210,267 km/h) au soixantième tour ; deuxième de la course, il remporte le point bonus associé au meilleur tour en course[23].

## Classements généraux à l'issue de la course
| Pos. | Pilote             | Écurie                    | Points |
| ---- | ------------------ | ------------------------- | ------ |
| 1    | Lewis Hamilton     | Mercedes                  | 230    |
| 2    | Valtteri Bottas    | Mercedes                  | 161    |
| 3    | Max Verstappen     | Red Bull-Honda            | 147    |
| 4    | Daniel Ricciardo   | Renault                   | 78     |
| 5    | Sergio Pérez       | Racing Point-BWT Mercedes | 68     |
| 6    | Lando Norris       | McLaren-Renault           | 65     |
| 7    | Alexander Albon    | Red Bull-Honda            | 64     |
| 8    | Charles Leclerc    | Ferrari                   | 63     |
| 9    | Lance Stroll       | Racing Point-BWT Mercedes | 57     |
| 10   | Pierre Gasly       | AlphaTauri-Honda          | 53     |
| 11   | Carlos Sainz Jr.   | McLaren-Renault           | 51     |
| 12   | Esteban Ocon       | Renault                   | 36     |
| 13   | Sebastian Vettel   | Ferrari                   | 17     |
| 14   | Daniil Kvyat       | AlphaTauri-Honda          | 14     |
| 15   | Nico Hülkenberg    | Racing Point-BWT Mercedes | 10     |
| 16   | Antonio Giovinazzi | Alfa Romeo-Ferrari        | 3      |
| 17   | Kimi Räikkönen     | Alfa Romeo-Ferrari        | 2      |
| 18   | Romain Grosjean    | Haas-Ferrari              | 2      |
| 19   | Kevin Magnussen    | Haas-Ferrari              | 1      |

| Pos. | Écurie                    | Points |
| ---- | ------------------------- | ------ |
| 1    | Mercedes                  | 391    |
| 2    | Red Bull-Honda            | 211    |
| 3    | Racing Point-BWT Mercedes | 120    |
| 4    | McLaren-Renault           | 116    |
| 5    | Renault                   | 114    |
| 6    | Ferrari                   | 80     |
| 7    | AlphaTauri-Honda          | 67     |
| 8    | Alfa Romeo-Ferrari        | 5      |
| 9    | Haas-Ferrari              | 3      |

## Statistiques
Le Grand Prix de l'Eifel 2020 représente :
- la 14e pole position de Valtteri Bottas, sa troisième de la saison[26] ;
- la 91e victoire de Lewis Hamilton, sa septième depuis le début de la saison[27] ;
- la 111e victoire de Mercedes en tant que constructeur[28]. Il s'agit de la première victoire de Mercedes sur le Nürburgring depuis celle de Juan Manuel Fangio  au Grand Prix d'Allemagne en 1954[29] ;
- la 197e victoire de Mercedes en tant que motoriste[30] ;
- le 30e podium de Daniel Ricciardo[31].

Au cours de ce Grand Prix :
- Avec 91 succès, Lewis Hamilton égale le record de victoires en Grand Prix de Michael Schumacher[32] ;
- Kimi Räikkönen prend son 324e départ en Grand Prix et établit ainsi un nouveau record, devant Rubens Barrichello[33] ;
- Troisième du Grand Prix, Daniel Ricciardo offre à Renault F1 Team son premier podium depuis son 100e obtenu en 2011 ; c'est le premier podium de l'équipe depuis son retour en Formule 1 en 2016[34] ;
- Pour la troisième fois de la saison, Nico Hülkenberg pilote la Racing Point RP20 ; remplaçant de Sergio Pérez positif au Covid-19 pour deux courses lors des épreuves disputées à Silverstone, il remplace ici, à partir des qualifications, Lance Stroll, malade[19] ;
- Nico Hülkenberg, remplaçant au débotté Lance Stroll, termine huitième de la course et est élu « Pilote du jour » à l'issue d'un vote organisé sur le site officiel de la Formule 1[35] ;
- Neuf des dix écuries engagées ont marqué des points lors de cette épreuve[36] ;
- Mick Schumacher rejoint Lewis Hamilton à la descente de sa monoplace, dans la zone d'interview, pour lui offrir un casque de son père Michael Schumacher, à l'occasion de sa 91e victoire[37] ;
- Derek Warwick (146 départs en Grands Prix entre 1981 et 1993, quatre podiums, 71 points inscrits) est nommé conseiller par la FIA pour aider dans leurs jugements le groupe des commissaires de course[38].